# T55E1自走砲
T55E1自走砲（T55E1 Motor Carriage）是美國在1943年為美國陸軍研制試驗型裝甲車輛。
T55E1裝有4軸共8個大型驅動車輪、兩個卡迪拉克8汽缸水冷引擎，武器為3寸固定式主炮及12.7×99毫米 NATO（.50 BMG）的白朗寧M2重機槍，但由於當時主要生產反坦克車輛，T55E1計劃最終取消。